# Musca fletcheri
Musca fletcheri är en tvåvingeart som beskrevs av William Hampton Patton och Senior-white 1924. Musca fletcheri ingår i släktet Musca och familjen husflugor. Inga underarter finns listade i Catalogue of Life.